# Lodovico Pogliaghi

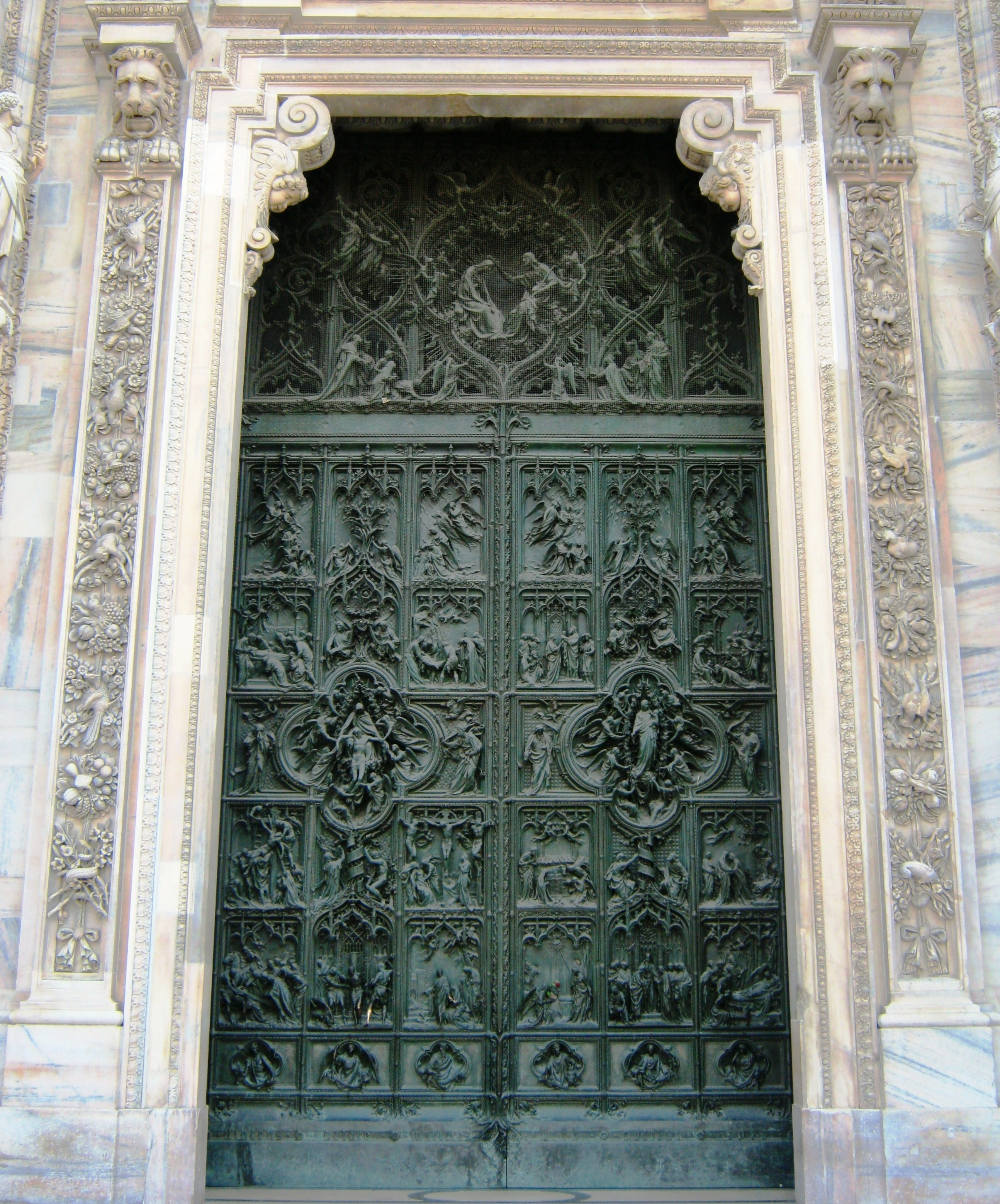
Portale centrale del Duomo di Milano, Le gioie e i dolori della Vergine

Lodovico Pogliaghi (Milano, 7 gennaio 1857 – Sacro Monte di Varese, 30 giugno 1950) è stato uno scultore, pittore e scenografo italiano.

## Biografia
Nato a Milano negli ultimi anni della dominazione austriaca, appartiene ad una famiglia della buona borghesia lombarda: il padre era ingegnere della Imperial-regia società privilegiata delle strade ferrate lombardo-venete e dell'Italia Centrale.
Pose la sua residenza e studio per oltre 50 anni nel palazzo dei Marchesi Crivelli in via Pontaccio, non lontano dall'Accademia di Brera, dove presto iniziò ad insegnare.
Ma la sua lunga carriera si può far risalire ad un primo importante lavoro per la chiesa parrocchiale di Solzago (Como) dove esegue un dipinto raffigurante la "Madonna fra Santi" (1878) e la "Natività della Vergine" per la chiesa di San Donnino a Como nel 1885. Nel 1888 dipinse una "Educazione di Maria" per il duomo di San Vito al Tagliamento (Pordenone).
Nel 1886 inizia un nuovo progetto artistico che vede la pubblicazione delle "Illustrazioni per la Storia d'Italia" che pubblica la Casa Treves.
Negli stessi anni inizia un tirocinio sotto la direzione del suo Maestro Bertini per l'arredamento del Museo Poldi Pezzoli e per la vistosa decorazione di Palazzo Turati in via Meravigli in Milano. 
Insegnò a Brera dove ed ebbe come allievi anche i gemelli Carlo e Luigi Rigola che sotto la sua direzione lavorarono alle Porte centrali del Duomo di Milano (come scrive Aldo Carpi). Suo allievo anche il bresciano Gaetano Cresseri.
Nel 1910 realizza il gruppo della Pietà alla Cappella espiatoria in ricordo dell'assassinio del Re Umberto I a Monza del 1900.
Trascorse i suoi ultimi anni di vita al Sacro Monte di Varese, ove si era costruito una monumentale villa in stile eclettico, in cui concentrò tanta parte della sua collezione privata di opere d'arte di varie epoche. Qui morì, nel 1950: per sua esplicita volontà, fu inumato in una semplice e disadorna tomba del locale cimitero, insieme ai famigliari più prossimi. La villa passò in eredità alla Biblioteca Ambrosiana di Milano, che la trasformò in museo (Museo Pogliaghi).

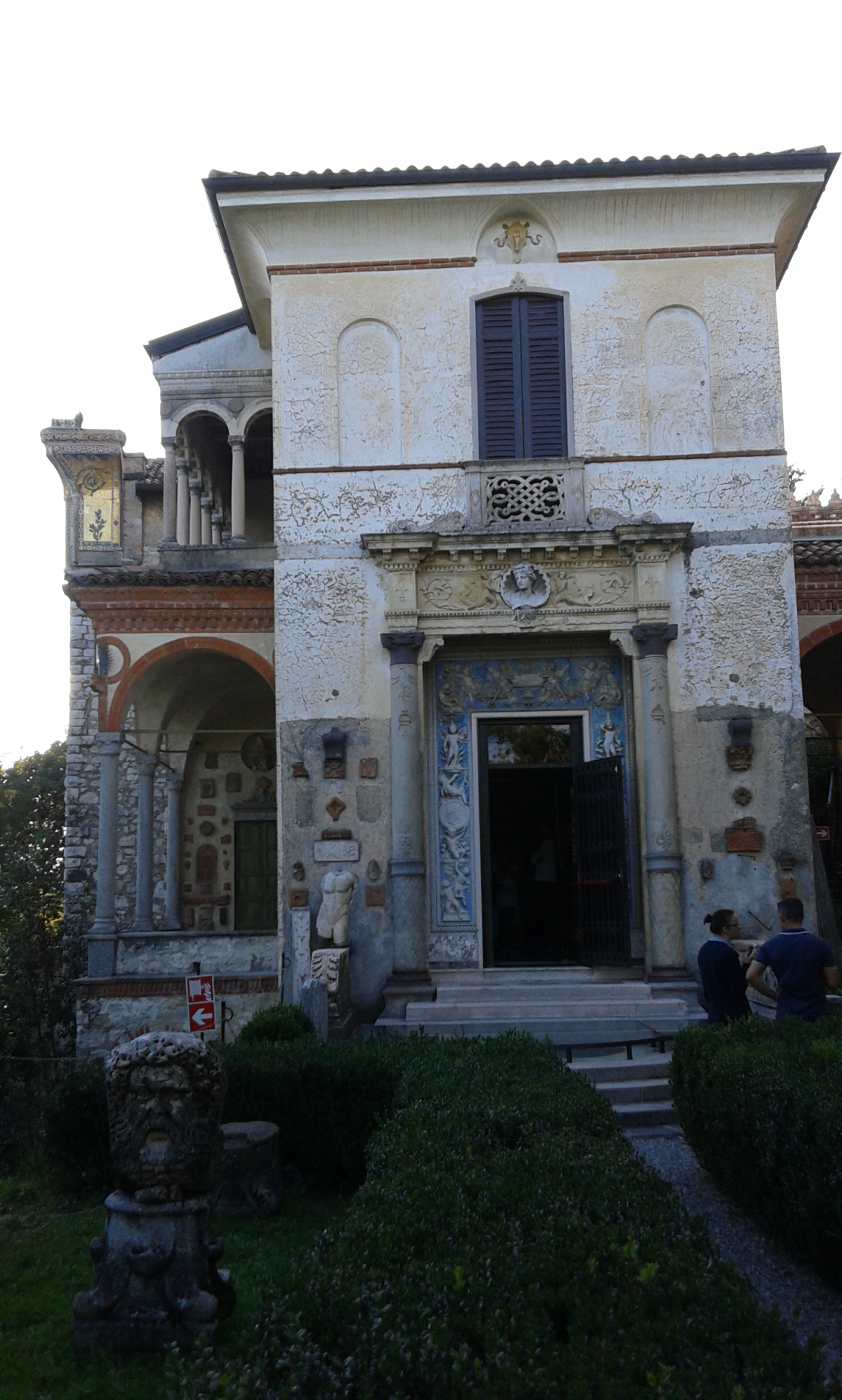
Vestibolo della dimora al Sacro Monte di Varese
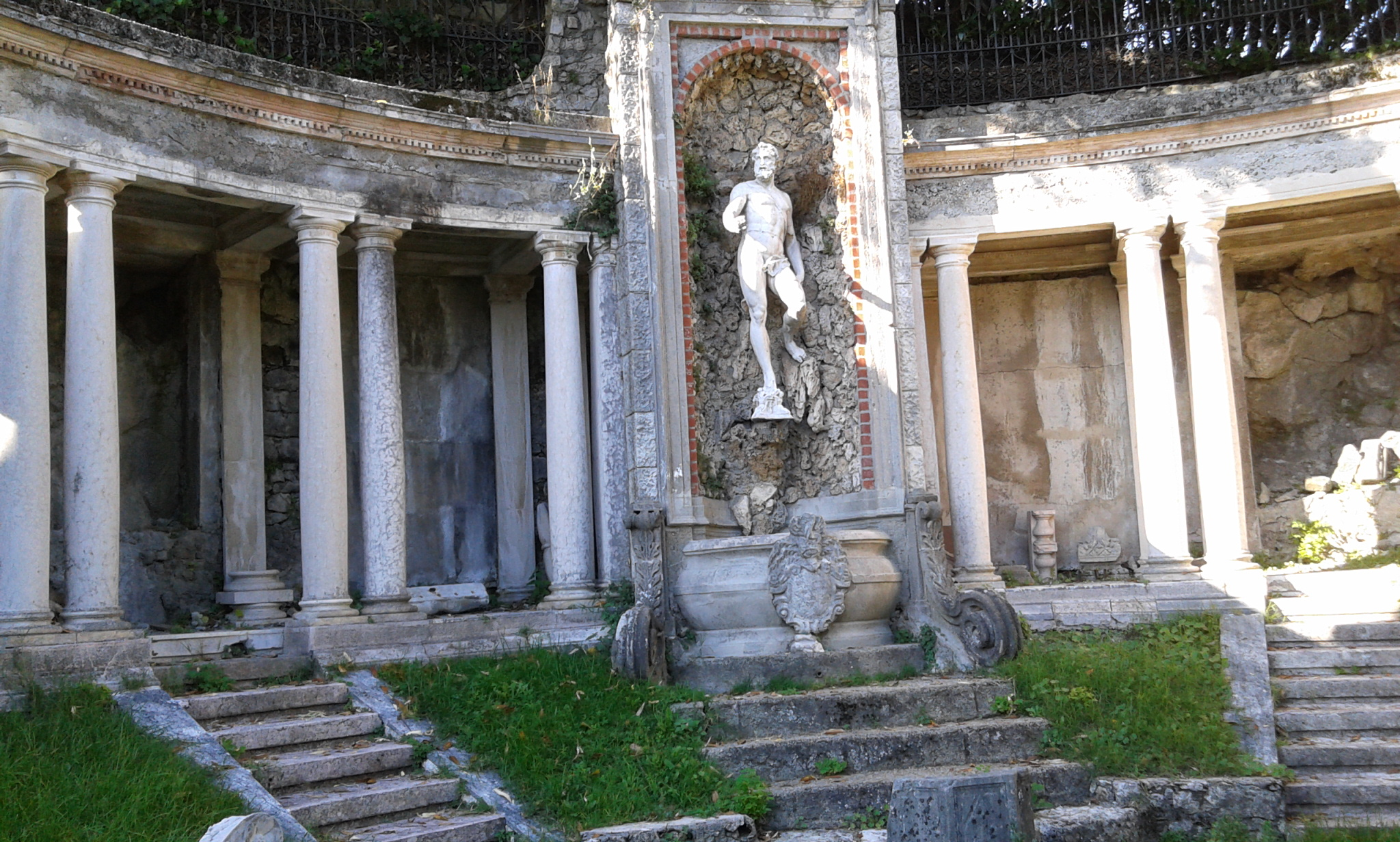
Parte del giardino della dimora al Sacro Monte di Varese
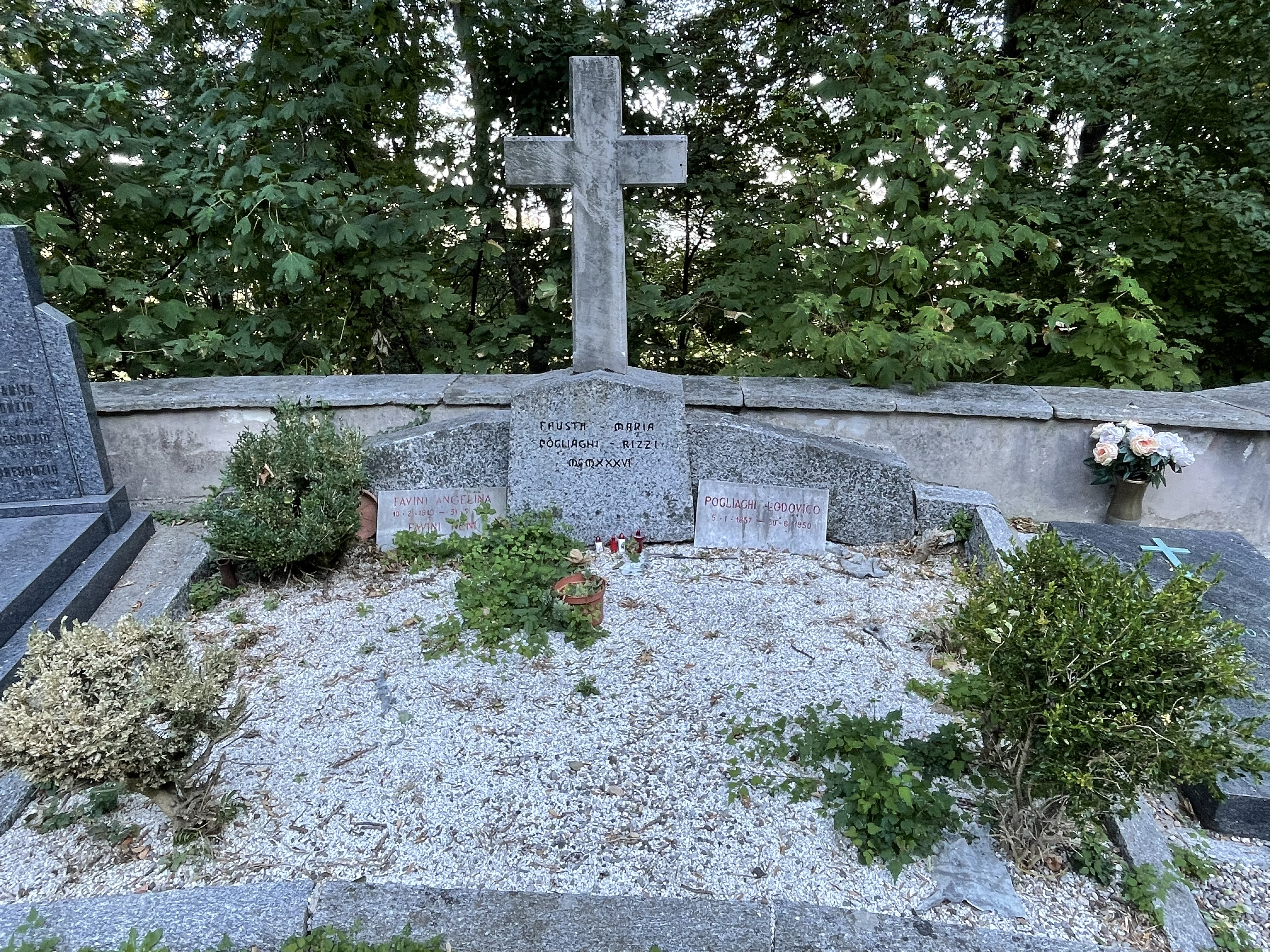
La tomba di Lodovico Pogliaghi

## Opere
- 1885, in Palazzo Turati di Milano eseguì un notevole intervento decorativo in tre sale.
- 1885 Natività della Vergine per la Chiesa di San Donnino (Como)
- 1886 progettazione della sala da pranzo di casa Crespi a Milano, ora conservati nel Museo dei mobili e delle sculture lignee di Milano.
- 1886 dipinto Morte di Giovanni Maria Visconti
- 1887 mosaici delle tre lunette e statua a tutto tondo in bronzo dorato (la Gloria), per il famedio del cimitero Monumentale di Milano
- 1892 porta in bronzo della cappella funeraria di Quintino Sella al santuario di Oropa
- 1895 busto commemorativo di Giovanni Morelli, nel vestibolo della Pinacoteca di Brera

- La sua opera più famosa è la porta centrale del Duomo di Milano. Il suo progetto fu scelto nel 1895 a seguito di un concorso, i battenti vengono inaugurati il giorno 8 settembre 1906, mentre la parte superiore (cimasa) nel 1908[1]. Il battente di destra illustra le "Gioie della Vergine", il battente di sinistra i "Dolori della Vergine", la cimasa celebra la "Gloria della Vergine". Il modello originale in gesso è conservato nella casa-museo dell'artista, al Sacro Monte di Varese.
- 1903 rilievo in bronzo e cartoni dei mosaici con scene allegoriche per la cappella funebre di Giuseppe Verdi nella casa di riposo per musicisti a Milano
- 1910 gruppo monumentale allegorico della Concordia, in marmo, posto alla sinistra dell’Altare della Patria
- 1910 gruppo della Pietà alla Cappella espiatoria a Monza
- 1911 decorazione nel Duomo di Chiavari
- 1911 lavori nel Duomo di Genova (cappella Cybo) e affreschi della facciata a mare di palazzo S. Giorgio a Genova
- mosaici delle tre lunette della facciata della Basilica di Sant'Agostino (Milano)
- 1925 tabernacolo dell’altare della Madonna del Rosario in S. Vittore a Varese e decorazione a stucco della volta maggiore
- 1924 scene, i costumi e gli arredi del Nerone di Arrigo Boito, al teatro alla Scala
- 1925 dipinto del S. Cuore di Gesù per l’Università cattolica di Milano
- 1927 tomba di Arrigo e Camillo Boito
- 1930 porte bronzee di S. Maria Maggiore a Roma, aventi per soggetto i Fasti della Vergine
- risistemazione della cappella del Ss. Sacramento nella basilica del Santo a Padova
- fino alla morte si occupò del restauro del Santuario di Santa Maria del Monte (Varese)

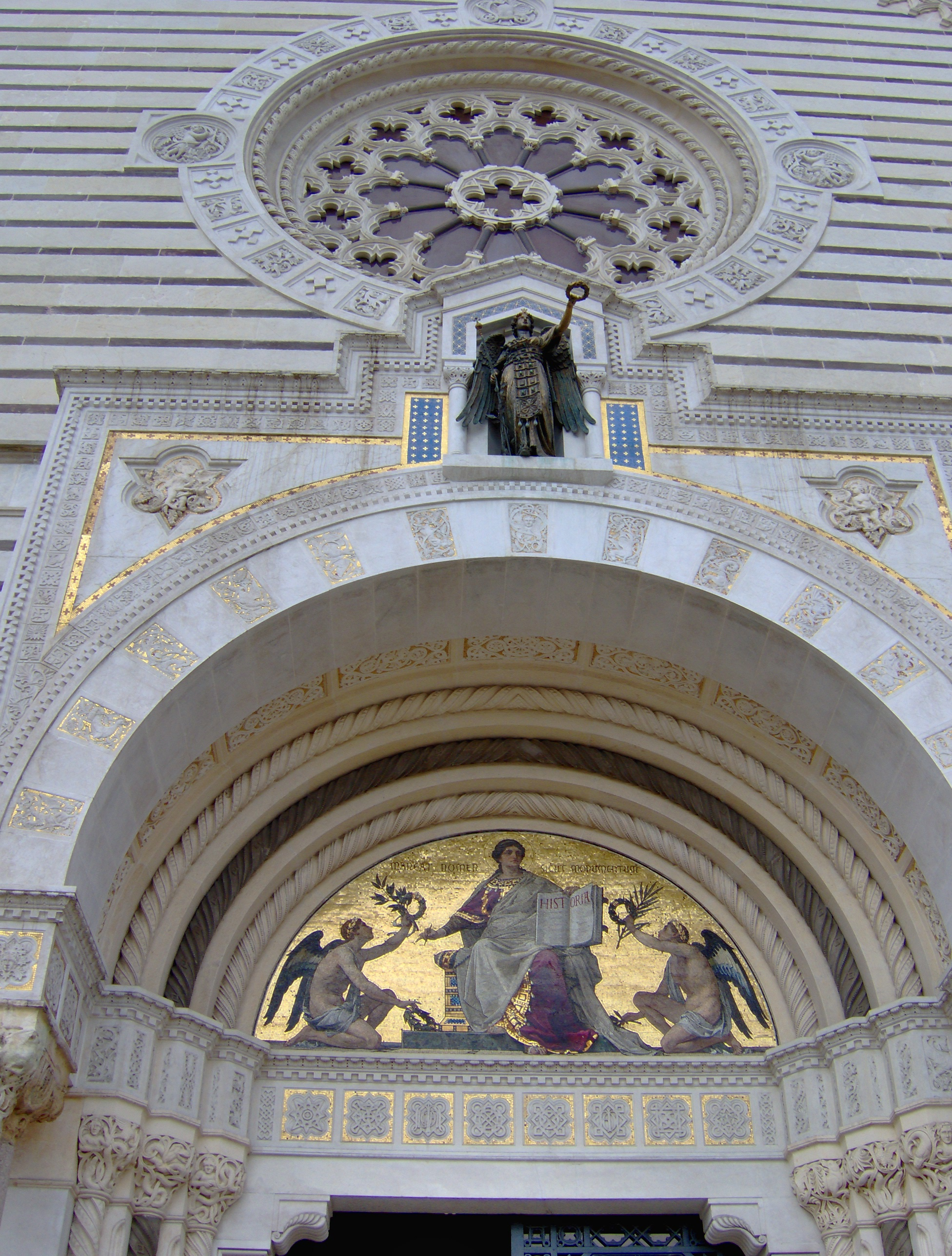
Ingresso del Famedio del Cimitero Monumentale di Milano
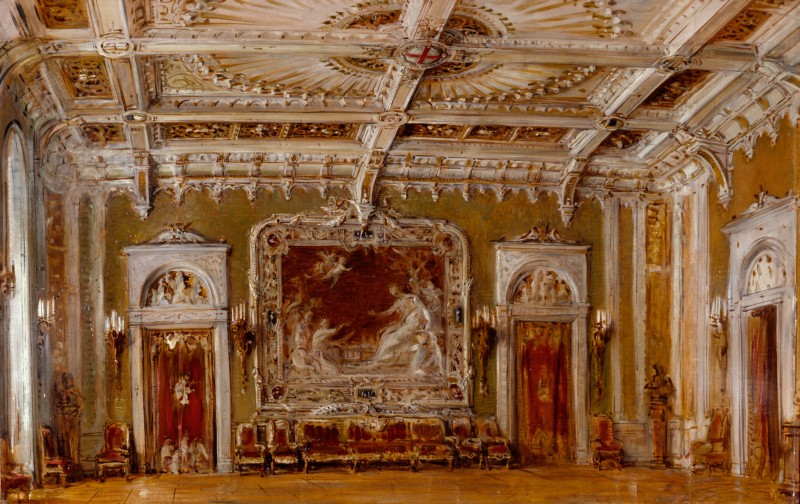
Il salone d'onore della Cassa di Risparmio delle Provincie Lombarde, (1909), custodito nelle Collezioni d'arte della Fondazione Cariplo
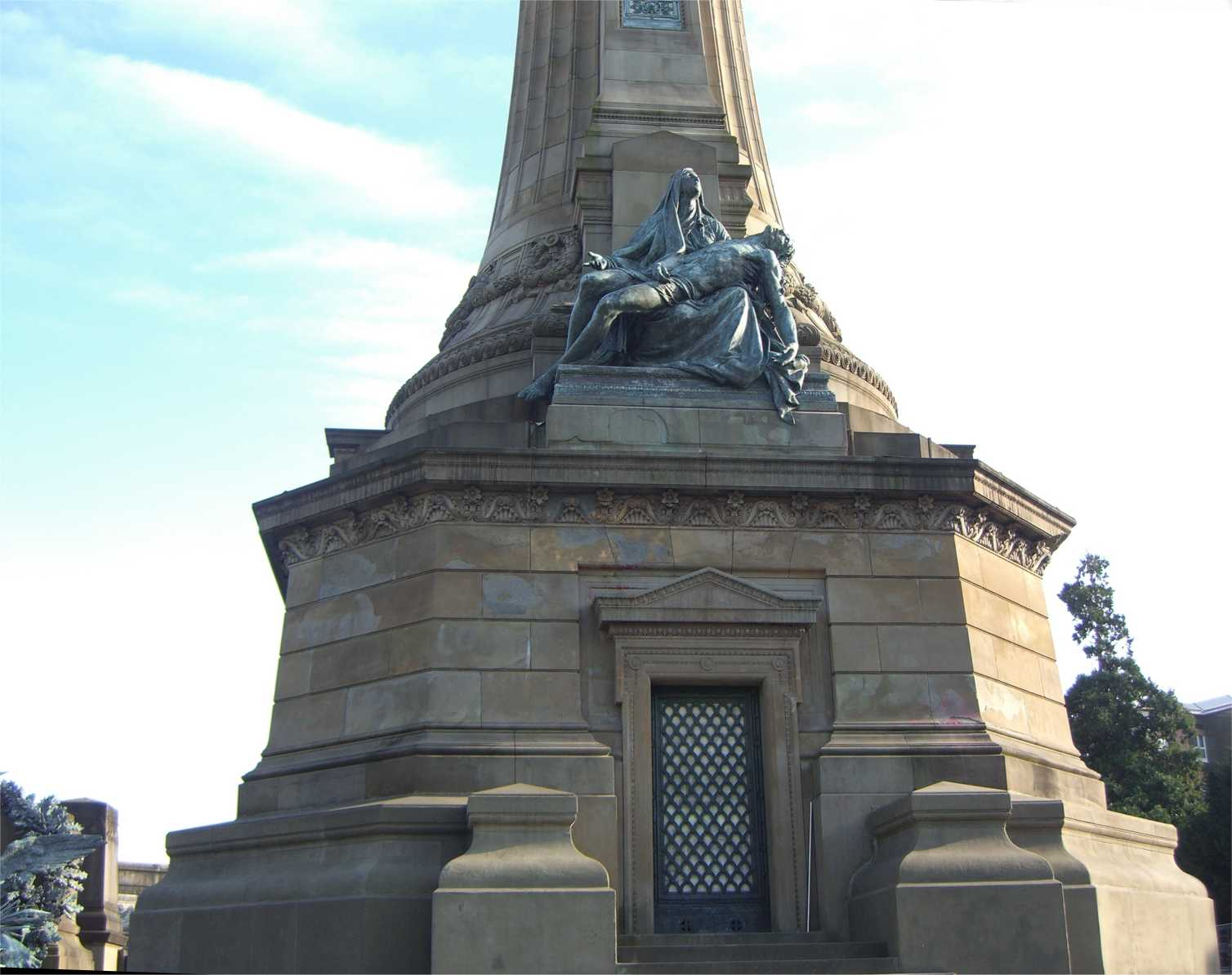
Monza, Cappella espiatoria
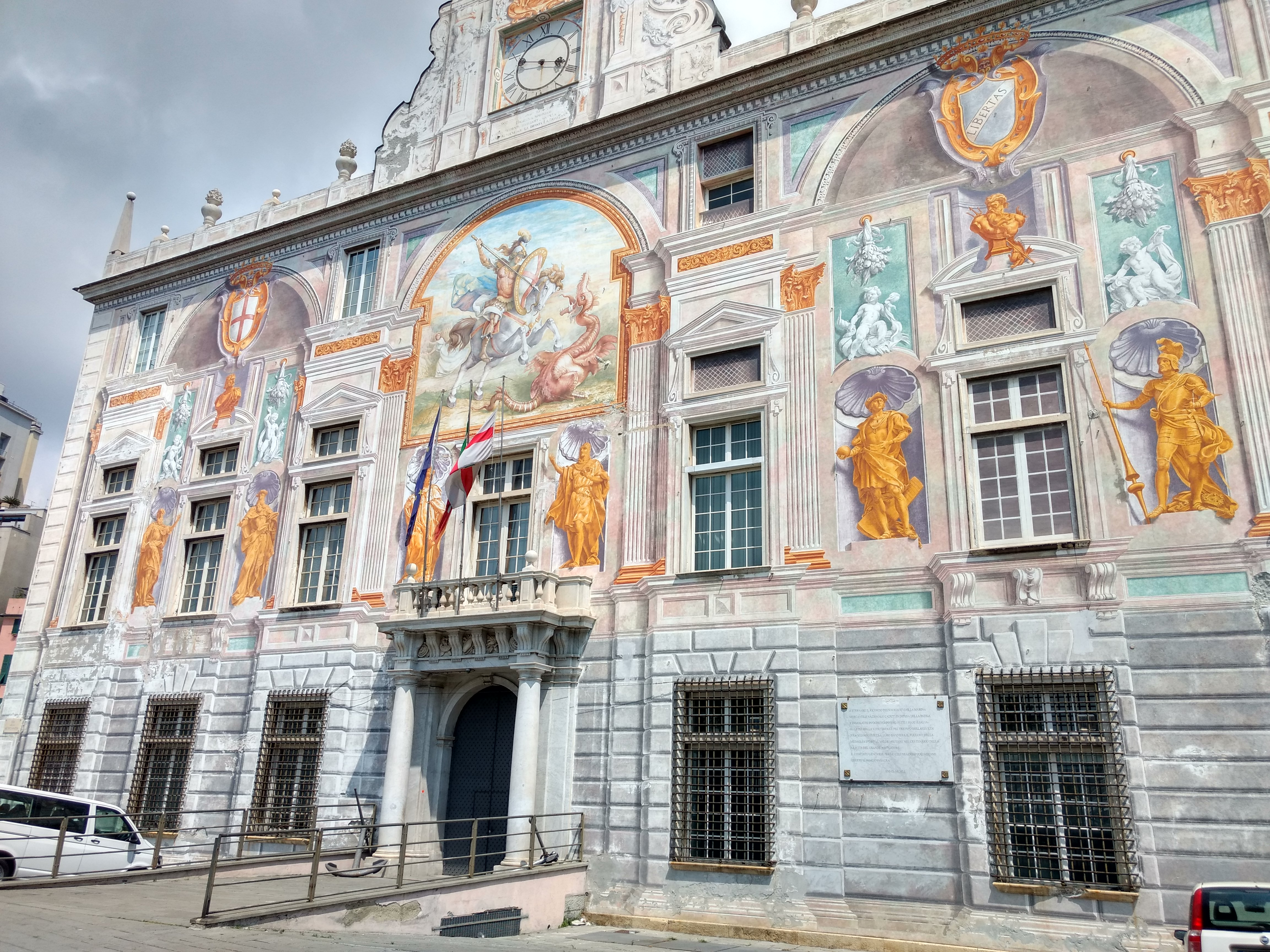
Genova, Palazzo di San Giorgio
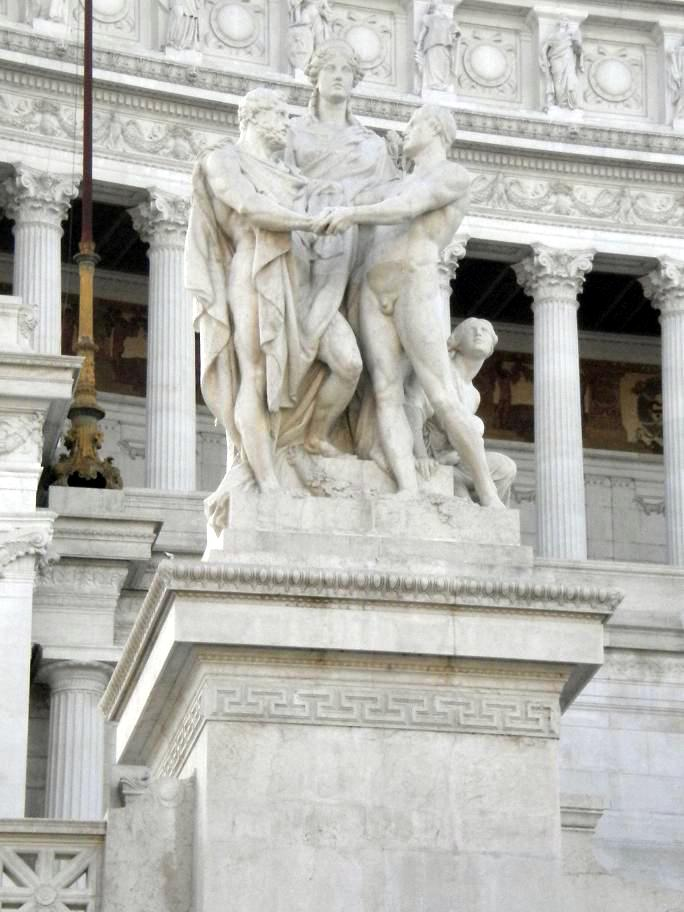
Concordia in marmo, Vittoriano
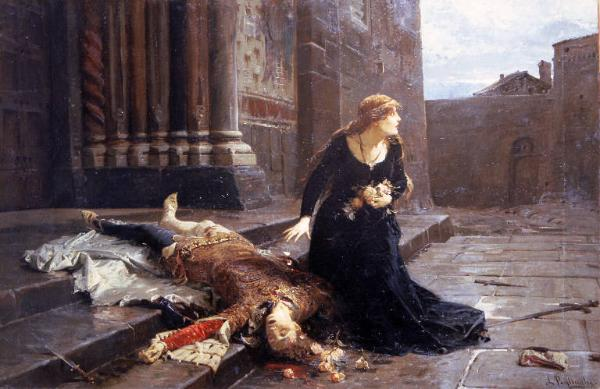
Morte di Giovanni Maria Visconti
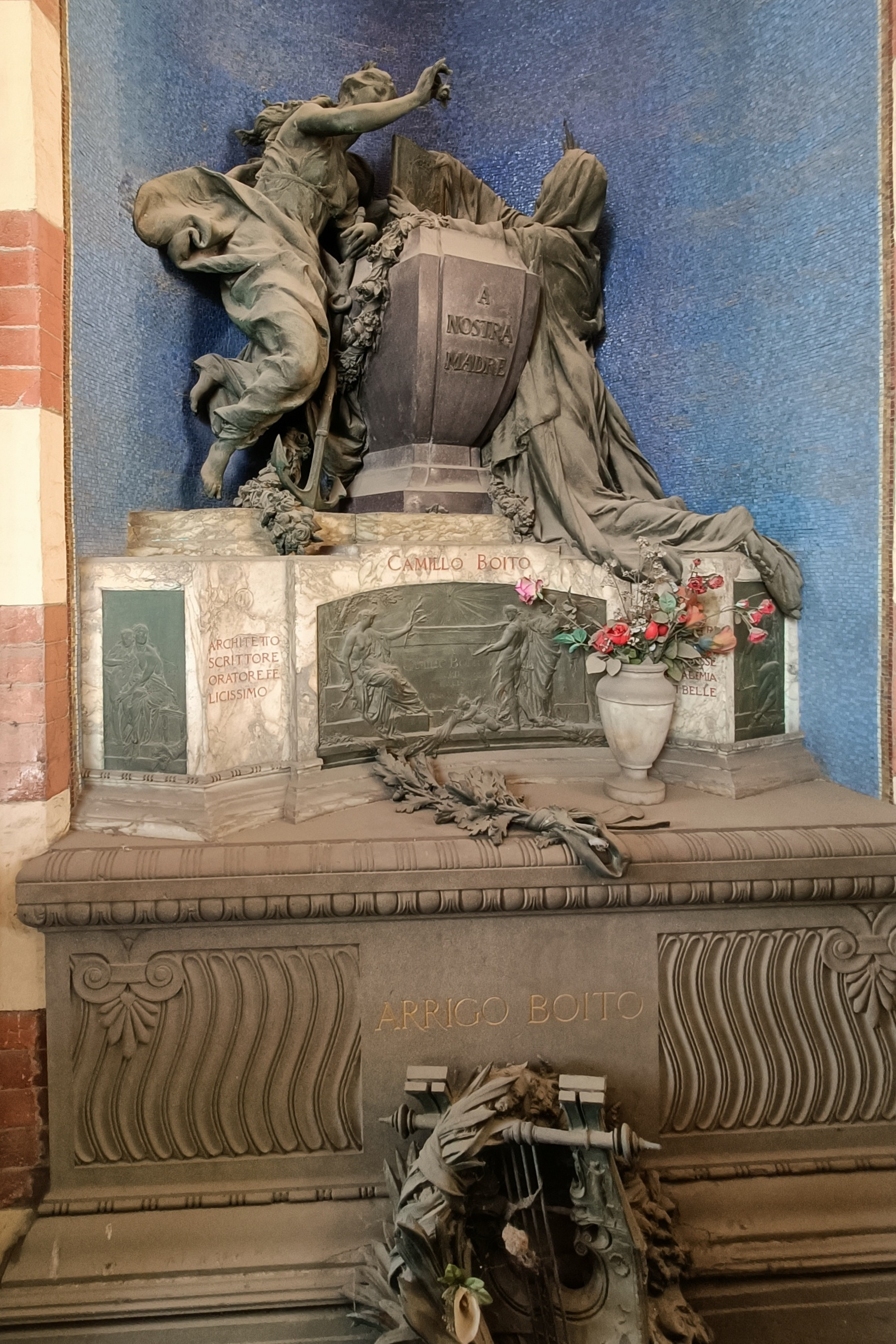
Monumento Arrigo e Camillo Boito